# Sopladora vattenkraftverk
Sopladora Hydroelectric Power Plant är ett vattenkraftverk i Ecuador.   Det ligger i provinsen Morona Santiago, i den centrala delen av landet, 260 km söder om huvudstaden Quito. Sopladora Hydroelectric Power Plant ligger 2 372 meter över havet.
Terrängen runt Sopladora Hydroelectric Power Plant är mycket bergig. Runt Sopladora Hydroelectric Power Plant är det mycket glesbefolkat, med 6 invånare per kvadratkilometer. I omgivningarna runt Sopladora Hydroelectric Power Plant växer i huvudsak städsegrön lövskog.